# Molguloides bathybia
Molguloides bathybia är en sjöpungsart som först beskrevs av Hartmeyer 1912.  Molguloides bathybia ingår i släktet Molguloides och familjen kulsjöpungar.
Artens utbredningsområde är Södra Ishavet. Inga underarter finns listade i Catalogue of Life.